# Grijskeelhoningzuiger
De grijskeelhoningzuiger (Anthreptes griseigularis) is een soort honingzuiger. De grijskeelhoningzuiger wordt ook wel beschouwd als een ondersoort van de bruinkeelhoningzuiger (A. malacensis). Het is een endemische vogelsoort die alleen voorkomt op de Filipijnen.

## Leefwijze
Zoals andere honingzuigers voeden ze zich hoofdzakelijk op nectar.

## Verspreiding en ondersoorten
Er zijn binnen de Filipijnen twee ondersoorten:
- A. g. birgitae (Noord-Filipijnen)
- A. g. griseigularis (Zuidoost- en Zuid-Filipijnen)

## Status
De grijskeelhoningzuiger wordt als aparte soort niet erkend door BirdLife International en heeft daarom geen eigen status op de Rode Lijst van de IUCN.